# Voleibol als Jocs Olímpics d'estiu de 2016
Als Jocs Olímpics d'Estiu de 2016, realitzats a la ciutat de Rio de Janeiro (Brasil), es disputaran dues proves de voleibol, una en categoria masculina i una altra en categoria femenina.
Les proves es realitzaran entre els dies 6 i 21 d'agost de 2016 al Ginásio do Maracanãzinho.

## Resum de medalles
| Prova                       | Or | Plata | Bronze |
| Categoria masculina Detalls | BrasilBruno Rezende · Éder Carbonera · Wallace de Souza · William Arjona · Sérgio Santos · Luiz Felipe Fonteles · Maurício Souza · Douglas Souza · Lucas Saatkamp · Evandro Guerra · Ricardo Lucarelli Souza · Maurício Silva | ItàliaPasquale Sottile · Luca Vettori · Osmany Juantorena · Simone Giannelli · Salvatore Rossini · Ivan Zaytsev · Filippo Lanza · Simone Buti · Massimo Colaci · Matteo Piano · Emanuele Birarelli · Oleg Antonov              | Estats UnitsMatt Anderson · Aaron Russell · Taylor Sander · David Lee · Kawika Shoji · William Priddy · Murphy Troy · Thomas Jaeschke · Micah Christenson · Maxwell Holt · David Smith · Erik Shoji               |
| Categoria femenina Detalls  | R.P. de la XinaDing Xia · Gong Xiangyu · Hui Ruoqi · Lin Li · Liu Xiaotong · Wei Qiuyue · Xu Yunli · Yan Ni · Yang Fangxu · Yuan Xinyue · Zhang Changning · Zhu Ting                                                          | SèrbiaTijana Bošković · Jovana Brakočević · Bianka Buša · Tijana Malešević · Brankica Mihajlović · Jelena Nikolić · Maja Ognjenović · Silvija Popović · Milena Rašić · Jovana Stevanović · Stefana Veljković · Bojana Živković | Estats UnitsRachael Adams · Foluke Akinradewo · Kayla Banwarth · Alisha Glass · Christa Harmotto · Kimberly Hill · Jordan Larson · Carli Lloyd · Karsta Lowe · Kelly Murphy · Kelsey Robinson · Courtney Thompson |

## Medaller
| Posició | País            | Or | Plata | Bronze | Total |
| 1       | Brasil          | 1  | 0     | 0      | 1     |
| 1       | R.P. de la Xina | 1  | 0     | 0      | 1     |
| 3       | Itàlia          | 0  | 1     | 0      | 1     |
| 3       | Sèrbia          | 0  | 1     | 0      | 1     |
| 5       | Estats Units    | 0  | 0     | 2      | 2     |
| Total   | Total           | 2  | 2     | 2      | 6     |